# South Bank (Brisbane)

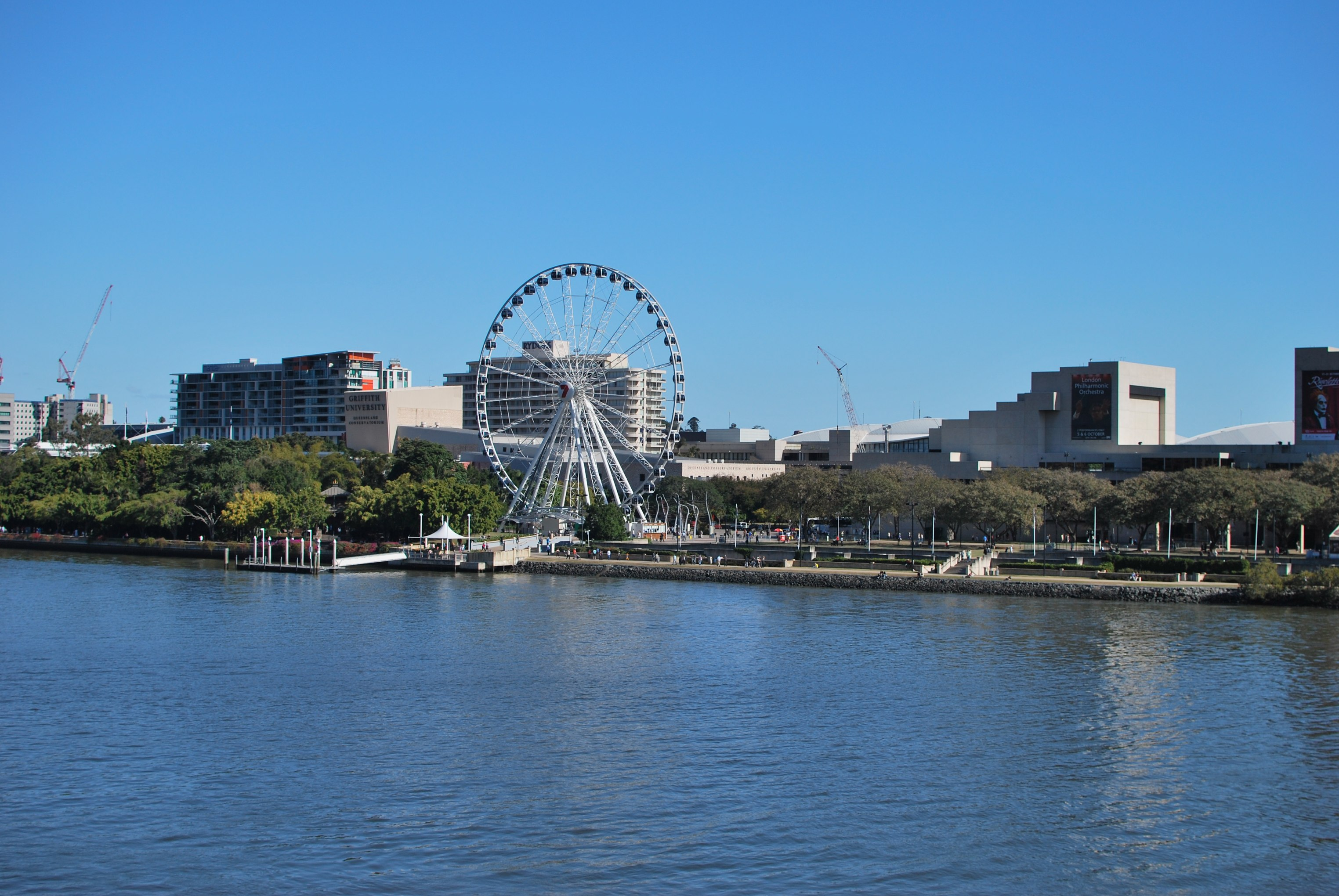
Panorama di parte di South Bank

South Bank (banchina sud) è un'area culturale, social, educativa, e ricreativa del quartiere di South Brisbane a Brisbane in Australia. Si trova nella banchina meridionale del fiume Brisbane.

## Attrattive
- South Bank Parklands
- Brisbane Convention and Exhibition Centre (Centro esposizioni e convention di Brisbane)
- Queensland Cultural Centre (Centro culturale del Queensland)
  - Queensland Performing Arts Centre (Certo di arti performative del Queensland)
  - Queensland Museum and Science Centre (Museo e centro di scienze del Queensland)
  - Queensland Art Gallery (Galleria d'arte del Queensland)
  - Queensland Gallery of Modern Art
  - State Library of Queensland (Biblioteca di stato del Queensland)
- Griffith University (Università di Griffith)

## Galleria d'immagini
- Wikimedia Commons contiene immagini o altri file su South Bank (Brisbane)

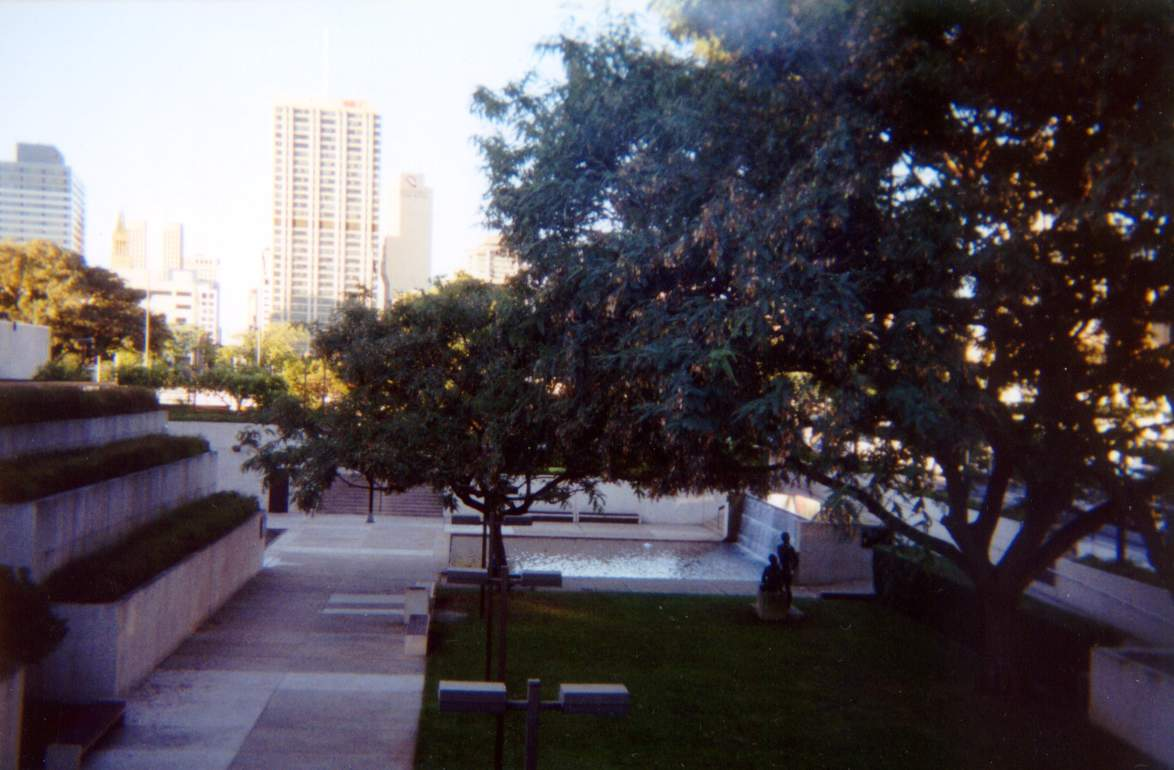
Outside the Queensland Art Gallery
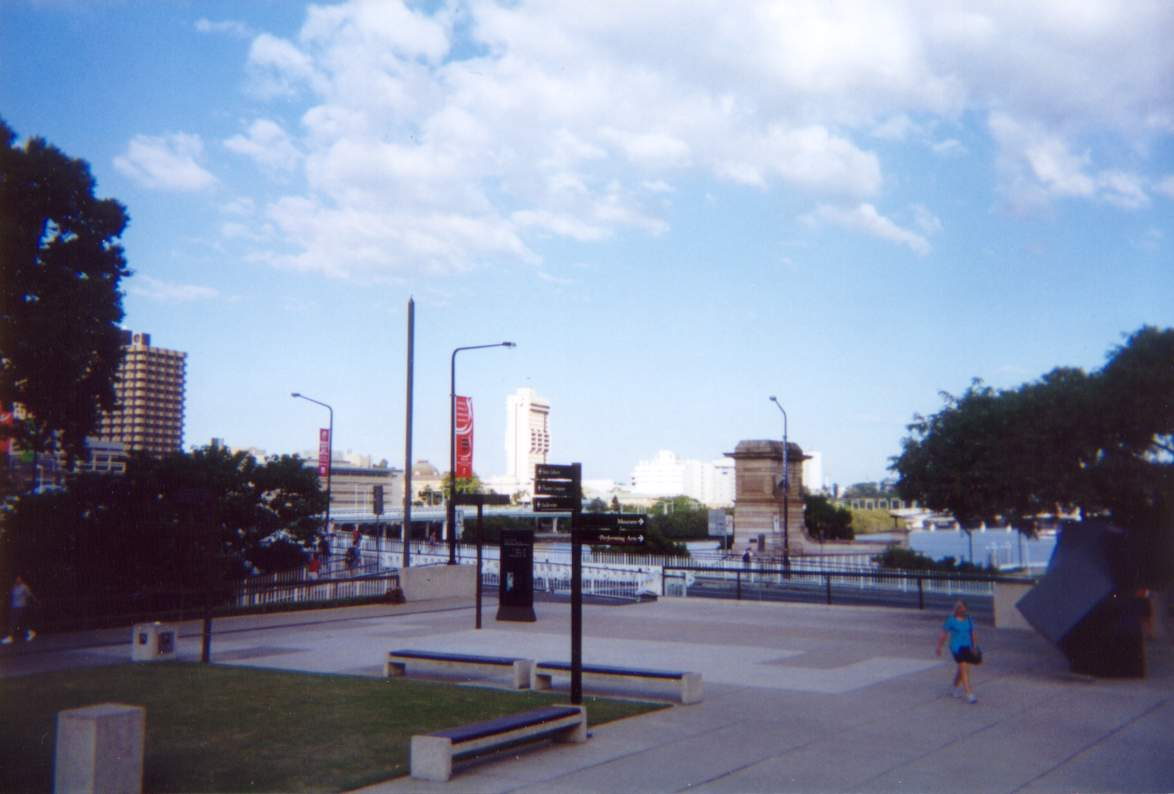
South Bank and the South Brisbane Cenotaph
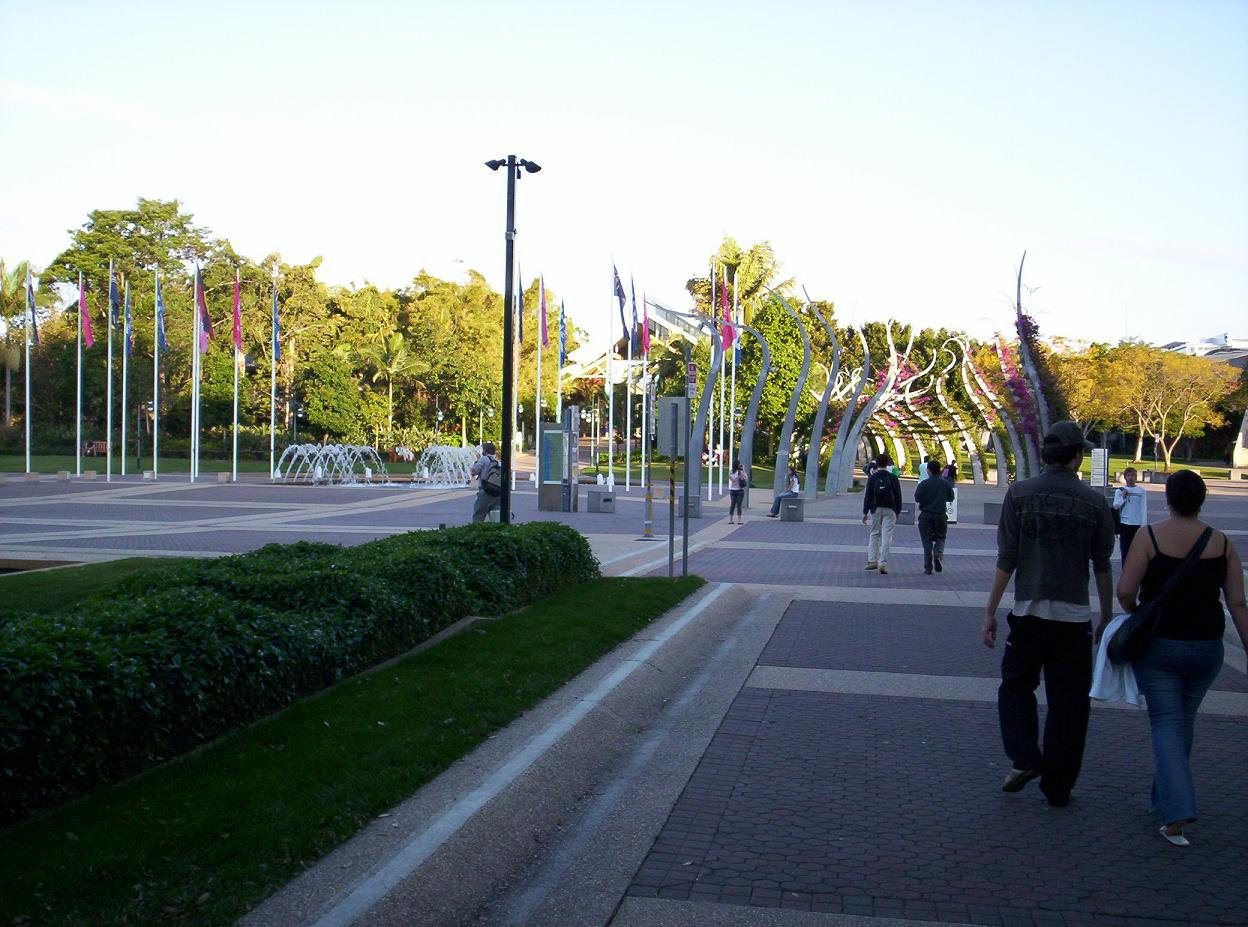
The Entrance to South Bank Parklands
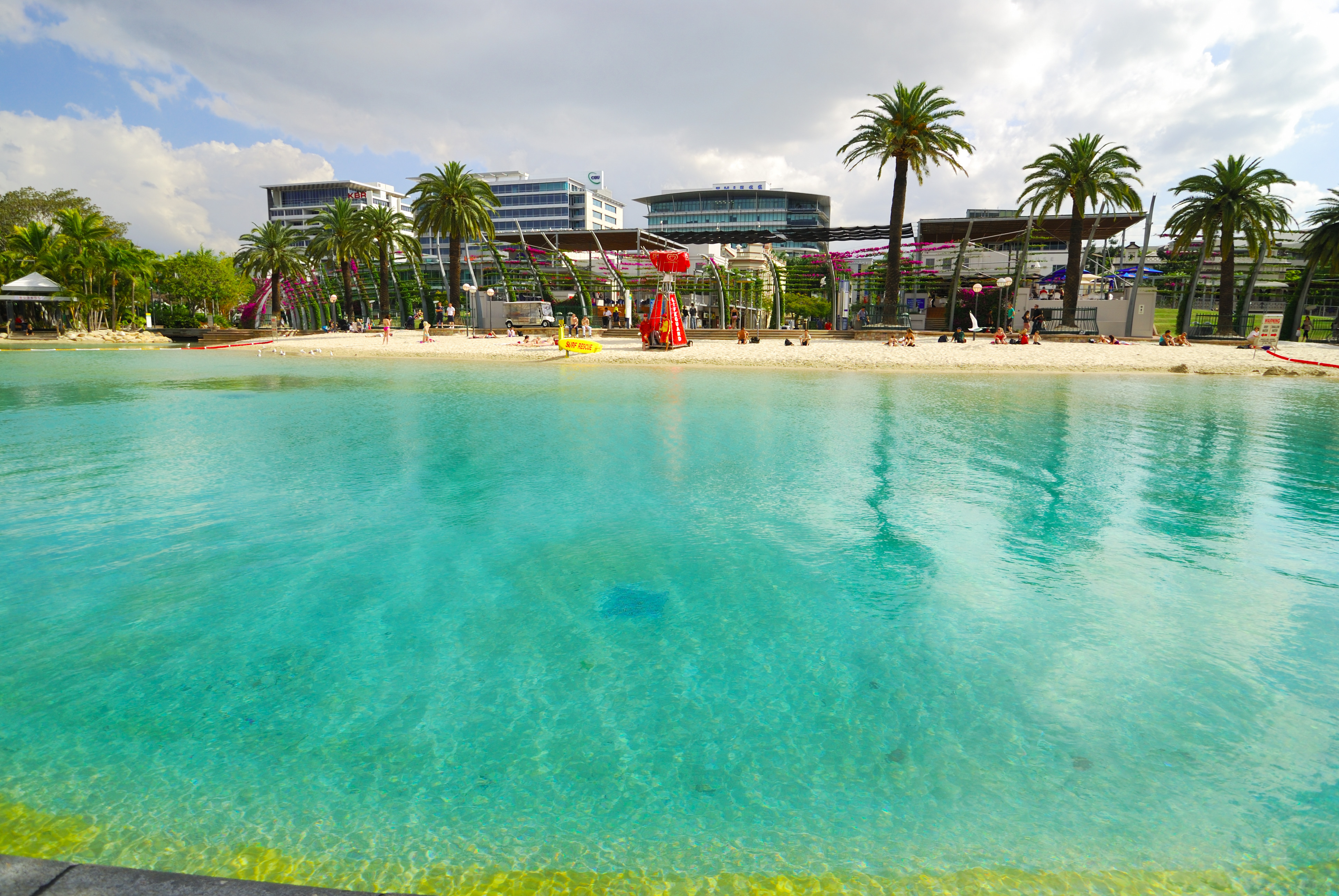
Streets Beach in the South Bank Parklands
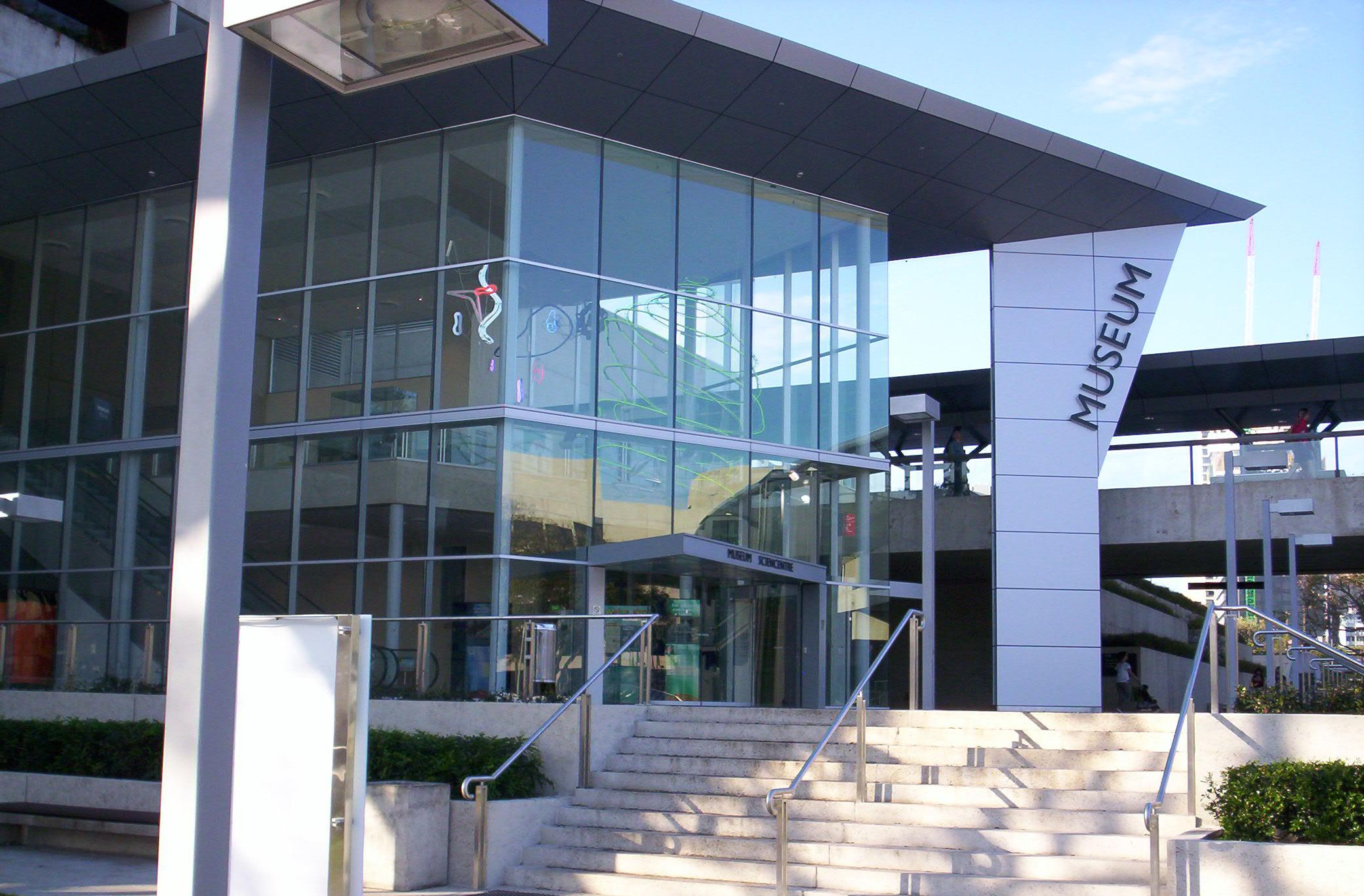
Queensland Museum
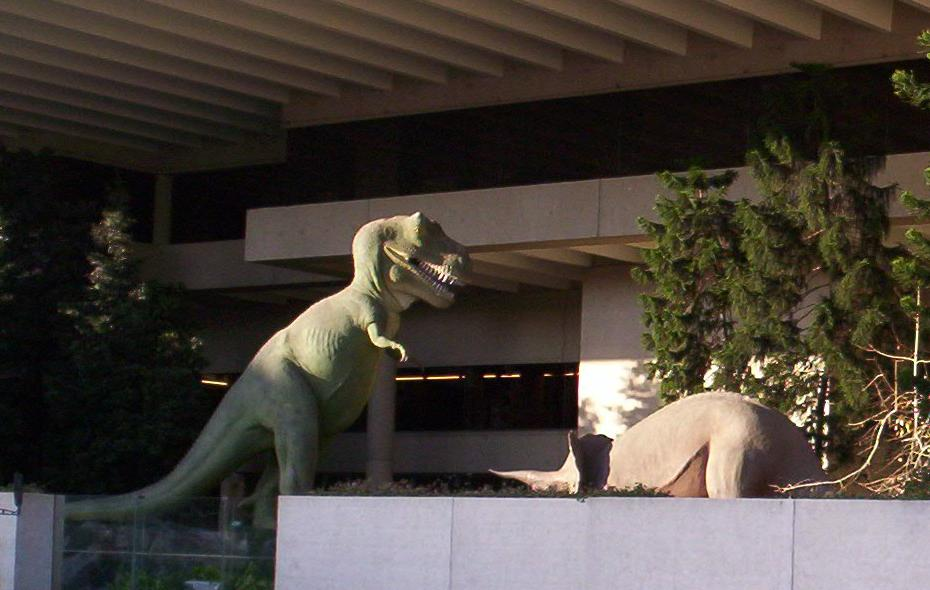
"Dinosaur Garden" at Queensland Museum
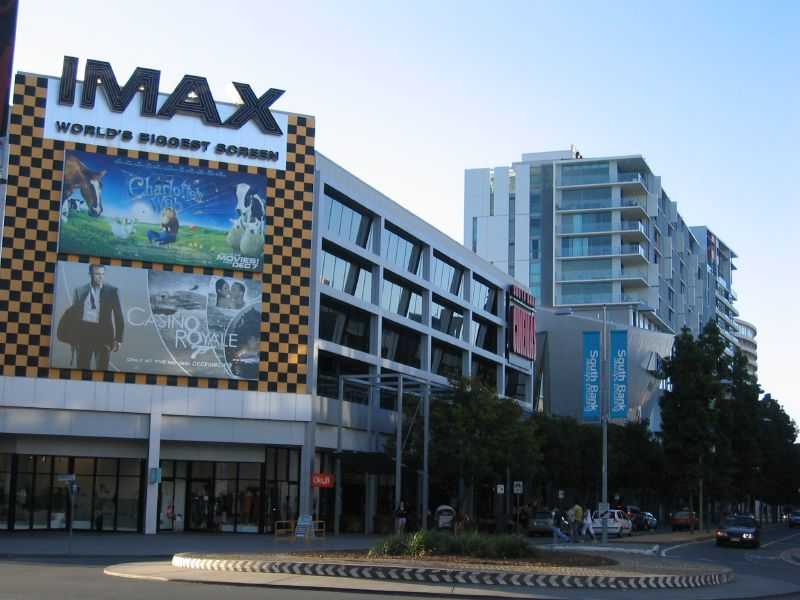
South Bank Cinemas on Grey Street
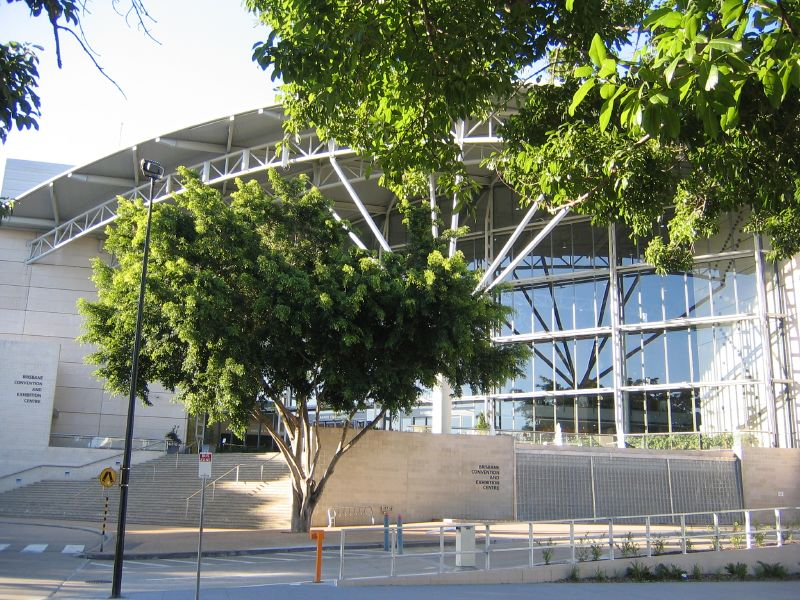
Entrance to Brisbane Exhibition and Convention Centre
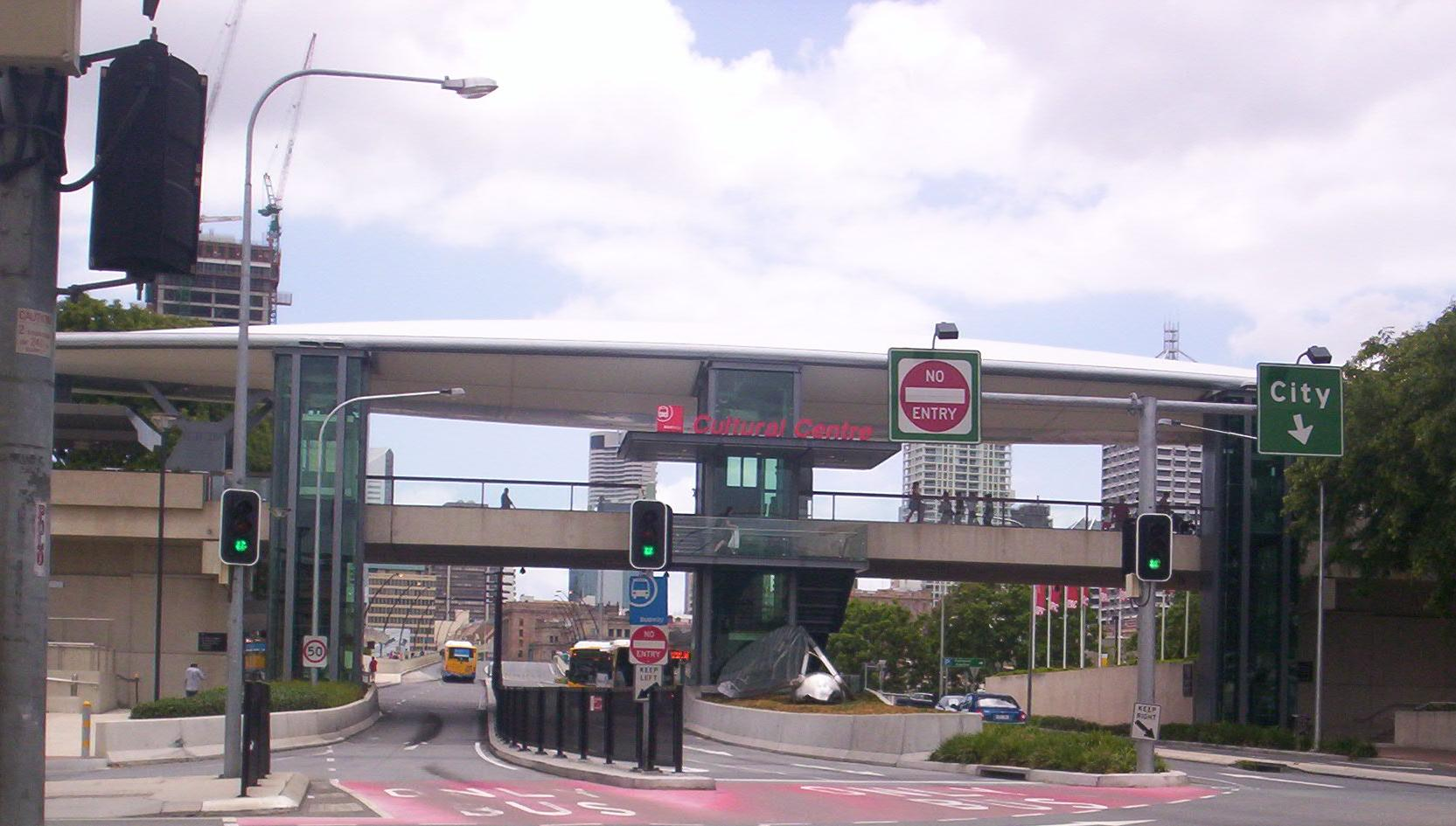
Cultural Centre Busway Station, the local busway station for South Bank